# Quân vương bất diệt
Quân vương bất diệt (tiếng Hàn: 더 킹: 영원의 군주; Romaja: Deo King: Youngwonui Gunjoo; tên quốc tế: The King: Eternal Monarch) là một bộ phim truyền hình Hàn Quốc lên sóng năm 2020 với sự tham gia của Lee Min-ho, Kim Go-eun và Woo Do-hwan. Bộ phim được trình chiếu trên kênh truyền hình SBS vào khung giờ tối thứ 6 và thứ 7 hàng tuần bắt đầu từ ngày 17 tháng 4 năm 2020.

## Nội dung
Bộ phim lấy bối cảnh 2 thế giới song song, trong đó một thế giới là thế giới thực tại của chúng ta và thế giới còn lại khác biệt ở chỗ, toàn bán đảo Triều Tiên là một quốc gia quân chủ lập hiến thống nhất, với tên gọi Đại Hàn Đế quốc. Ở thế giới đó, một thế lực siêu nhiên đã mở được cánh cửa vào thế giới chúng ta. Nó thèm khát một cuộc sống tốt hơn ở thế giới khác. Trước âm mưu của quỷ dữ, Hoàng đế Đại Hàn Đế quốc ở thế giới song song, Lee Gon (Lee Min-ho), và thám tử Đại Hàn Dân Quốc Jung Tae-Eul (Kim Go-eun) ở thế giới thực tại đã cùng nhau hợp tác tìm cách đóng lại cánh cửa giữa hai thế giới để bảo vệ đất nước của Lee Gon cũng như bảo vệ người mà anh yêu.

## Diễn viên

### Vai chính
- Lee Min-ho vai Lee Gon (33 tuổi)[7]

Hậu duệ đời thứ 3 gia tộc vương triều Hàn Quốc (Đại Hàn Đế quốc). Mọi người xem anh là một vị hoàng đế tinh tế, đẹp trai, điềm đạm và hoàn hảo. Tuy nhiên, ẩn sâu trong lớp vỏ hoàn hảo đó, Lee Gon lại là một ông vua nhạy cảm, ám ảnh và ghét bất cứ ai chạm vào người mình. Với anh, cung điện là nơi an toàn nhất, cũng là nơi nguy hiểm đến tận cùng khi anh phát hiện âm mưu phản bội cha mình của người bác ruột khi anh lên 8.
 Lee Gon chưa từng có ý định kết hôn hay có con nối dõi, thỉnh thoảng anh lại thích trốn khỏi cung để tham gia các hội nghị học thuật. Trong một chuyến đi tới vùng đất xa lạ, anh đã gặp một người quen. Lee Gon nhận ra đó chính là Jung Tae Eul nhờ tấm ID card mà anh nhặt được trong đêm cha anh bị ám sát.
- Kim Go-eun vai Jung Tae-eul/ Luna (30 tuổi)[8]

Khi còn bé, Jung Tae-eul (Đại Hàn Dân Quốc) luôn mơ ước trở thành một cảnh sát. Trải qua mọi thử thách, cuối cùng cô đã đạt được ước mơ khi gia nhập lực lượng cảnh sát và làm việc như một thám tử trong 6 năm. Jung Tae-eul làm việc với một niềm tin bất diệt rằng mọi tên tội phạm trên đời sẽ bị trừng trị bởi công lý. Bỗng một ngày, Lee Gon xuất hiện giữa Gwanghwamun từ một vũ trụ song song đã làm xáo trộn cuộc đời cô. Mặc dù không muốn thừa nhận nhưng dần dần cô đã bắt đầu tin những gì vị hoàng đế Lee Gon nói và từ đó, cả hai đã bắt đầu một cuộc hành trình mới với nhau.
Bên cạnh đó, Luna - một tên tội phạm đang bị truy nã ở thế giới của Lee Gon. Không người thân, không gia đình và sống trong nghèo khổ, cô đã phải tự lo cho chính mình để tiếp tục tồn tại. Luna thường xuyên tham gia vào các vụ trộm cắp, làm giả tài liệu, đột nhập trái phép,.. và chỉ đến khi cô bị tống vào tù thì mọi người mới biết đến sự tồn tại của cô, nhưng Luna lúc đó đã được chẩn đoán mắc căn bệnh ung thư và chỉ còn vỏn vẹn 3 tháng để sống.
- Woo Do-hwan vai Jo Eun-seob / Jo Yeong (29 tuổi)[9]

Trong thế giới của Jung Tae-eul, Jo Eun Seob là một trợ lý cảnh sát. Anh từng có rất nhiều ước mơ nhưng khi gia đình bất ngờ có thêm cặp sinh đôi, anh đã phải từ bỏ việc học đại học của mình để chăm sóc cho hai đứa em nhỏ. Khi trở lại trường, anh gặp phải một vụ đụng xe khi đang cố gắng cứu một đứa trẻ dẫn đến hậu quả phải nhập viện điều trị trong một thời gian dài. Lúc Jo Eun Seob chuẩn bị xuất viện cũng là lúc nhận được đơn gọi nhập ngũ và ngay lúc đó, anh đã vô tình gặp lại vị hoàng đế Lee Gon.
Trong thế giới song song còn lại, Jo Young là thuộc hạ thân cận của Lee Gon, người thành thạo tất cả các loại vũ khí từ kiếm cho đến súng. Jo Young gặp Lee Gon lần đầu khi anh 4 tuổi, ngay sau cuộc ám sát cha của Lee Gon. Và kể từ đó Jo Young đã thề rằng anh sẽ làm bất cứ việc gì để Lee Gon được hạnh phúc. Chính vì sự thân thiết đặc biệt ấy, Lee Gon chỉ để bản thân thoải mái cười hay khóc trước mặt Jo Young.
- Kim Kyung-nam vai Kang Sin-jae (33 tuổi)[10]

Là một thám tử và là đồng nghiệp của Jung Tae-eul. Anh là một người đàn ông chính trực, quyết đoán. Với anh, sở cảnh sát còn giống gia đình hơn cả gia đình thật của anh. Kang Shin Jae không biết rằng Tae Eul đã xem anh như một người cộng sự, gia đình, hoặc hơn thế nữa.
- Jung Eun-chae vai Koo Seo-ryeong (38 tuổi)[11]

Là nữ thủ tướng duy nhất và trẻ nhất ở thế giới của Lee Gon. Cô là một con người đầy tham vọng, chấp nhận đánh đổi tất cả để có được quyền lực. Gu Seo Ryung không ngại dùng chuyện ly hôn của bản thân để thắng cử, và sau đó cô đặt mục tiêu mới của mình là Lee Gon. Tuy nhiên sau khi tiếp xúc với vị hoàng đế cô độc này, cô đã dần dần nảy sinh tình cảm với anh. Nhưng sau khi phát hiện trong lòng anh đã có hình bóng một người khác, cô nổi cơn ghen tị và bắt đầu giở thủ đoạn hãm hại.
- Lee Jung-jin vai Lee Lim (69 tuổi)

Anh của cùng cha khác mẹ của cha Lee Gon và là bác của Lee Gon – người dẫn đầu âm mưu sát hại cha anh.

### Vai phụ
- Kim Young-ok vai Noh Ok-nam

Người nuôi dưỡng Lee Gon lúc anh mất đi cha mẹ vào năm lên 8.
- Jeon Bae-soo vai Jung Do-in

Người dạy Taekwondo, và là người cha đơn thân của Jung Tae Eul - người đã nuôi dưỡng cô khi mẹ cô qua đời vì căn bệnh ung thư.
- Seo Jeong-yeon vai Song Jung-hye

Một người sẵn sàng làm bất cứ công việc gì để thay đổi toàn bộ cuộc sống của gia đình mình
- Park Won-sang vai Park Moon-shik

Đội trưởng đội thám tử, luôn làm việc chăm chỉ
- Kim Yong-ji vai Myeong Na-ri/ Myeong Seung-ah

Myeong Na-ri, chủ sở hữu của một tòa nhà và một quán cà phê bên cạnh trường dạy Taekwondo và là bạn học thời trung học của Tae-eul. Cha mẹ và anh em của cô là những người nhập cư và đang sống ở Canada.
Myeong Seung-ah, làm việc tại Văn phòng Công vụ Hoàng gia của Đại Hàn Đế quốc, người phát ngôn của hoàng đế, chuyên viết các công bố chính trị và sử dụng pháp lý đối với những bình luận ác ý.
- Kang Hong-seok vai Jang Michael / Jangmi
- Jeon Moo-song vai Lee Jong-in / Quận công Buyeong

Em họ của Hoàng đế Lee Ho và là một mối nguy hiểm cho Lee Gon. Ông là một giáo sư chuyên ngành y khoa nhưng nếu có bất cứ điều gì xảy ra với Hoàng đế Lee Gon, ông là người kế vị số một.
- Lee Hae-young vai Yoo Kyung-moo

Tay sai của Lee Lim ở Đại Hàn Đế quốc
- Hwang Young-hee vai Min Hwa-yeon

Mẹ của Sin-jae. Sau khi chồng bị bắt, cô dấn thân vào cờ bạc, gây khó khăn cho Sin-jae.  
- Park Ji-yeon vai Park Ji-young

Cháu gái của người sáng lập một công ty dược phẩm lớn và là con dâu của một gia đình chaebol, luôn ghen tị với sự nổi tiếng của Seo-ryeong

### Cơ quan cảnh sát quốc gia Hàn Quốc
- Heo Dong-won vai Thanh tra Shim
- Ahn Si-ha vai Kim Hee-joo
- Song Sang-eun vai Kyung Ran

### Cung điện Hoàng gia, Đại Hàn Đế quốc
- Baek Hyun-joo vai Thư kí Mo

Người phát ngôn của hoàng gia và là thư ký chính của Lee Gon.
- Lee Hong-nae vai Seok Ho-pil

### Nhân vật khác
- Park So-jin vai Jo Hae-in, bác sĩ trị liệu của Kang Shin-jae
- Choi Woo-sung vai Kim Ki-won
- Kim Hyung-woo vai Yoon heon-soo
- Lee Ho-cheol vai Dalgoo
- Tae In-ho vai Choe Min-hwan, Chủ tịch tập đoàn KU và là chồng cũ của Koo Seo-ryeong

### Xuất hiện đặc biệt
- Jeon No-min vai Chỉ huy Choe Gi-tae
- Lee Kyung-young
- Kwon Yul vai Lee Ho

Bố của Lee Gon
- Park Hoon vai chủ cửa hàng trò chơi bắn súng

## Sản xuất
- Bộ phim được khởi quay từ ngày 23 tháng 10 năm 2019.[12]
- Buổi đọc kịch bản đầu tiên đã được tổ chức vào ngày 17 tháng 9 năm 2019.[13]
- Nữ diễn viên Kim Go-eun & biên kịch Kim Eun-sook đã từng làm việc cùng nhau trong bộ phim truyền hình tvN năm 2016 "Yêu Tinh". Trong khi Lee Min-ho & biên kịch Kim Eun-Sook đã làm việc cùng nhau trong bộ phim truyền hình năm 2013 của SBS "Những Người Thừa Kế".
- Baek Sang-Hoon và Kim Eun-Sook cũng chính là bộ đôi Đạo diễn và Biên kịch của bộ phim truyền hình Hàn Quốc đình đám năm 2016 "Hậu duệ mặt trời".

## Nhạc phim
Phần 1
| Phát hành vào 18 tháng 4 năm 2020 | Phát hành vào 18 tháng 4 năm 2020      | Phát hành vào 18 tháng 4 năm 2020 | Phát hành vào 18 tháng 4 năm 2020 | Phát hành vào 18 tháng 4 năm 2020 | Phát hành vào 18 tháng 4 năm 2020 |
| STT                               | Nhan đề                                | Phổ lời                           | Phổ nhạc                          | Nghệ sĩ                           | Thời lượng                        |
| --------------------------------- | -------------------------------------- | --------------------------------- | --------------------------------- | --------------------------------- | --------------------------------- |
| 1.                                | "I Just Want To Stay With You"         | DOKO Son Jae-min                  | DOKO Son Jae-min                  | Zion.T                            | 3:28                              |
| 2.                                | "I Just Want To Stay With You" (Inst.) |                                   | DOKO Son Jae-min                  |                                   | 3:28                              |
| Tổng thời lượng:                  | Tổng thời lượng:                       | Tổng thời lượng:                  | Tổng thời lượng:                  | Tổng thời lượng:                  | 6:56                              |

Phần 2
| Phát hành vào 19 tháng 4 năm 2020 | Phát hành vào 19 tháng 4 năm 2020 | Phát hành vào 19 tháng 4 năm 2020 | Phát hành vào 19 tháng 4 năm 2020 | Phát hành vào 19 tháng 4 năm 2020 | Phát hành vào 19 tháng 4 năm 2020 |
| STT                               | Nhan đề                           | Phổ lời                           | Phổ nhạc                          | Nghệ sĩ                           | Thời lượng                        |
| --------------------------------- | --------------------------------- | --------------------------------- | --------------------------------- | --------------------------------- | --------------------------------- |
| 1.                                | "Orbit"                           | Park Woo-sang Sora                | Park Woo-sang                     | Hwasa (Mamamoo)                   | 3:07                              |
| 2.                                | "Orbit" (Inst.)                   |                                   | Park Woo-sang                     |                                   | 3:07                              |
| Tổng thời lượng:                  | Tổng thời lượng:                  | Tổng thời lượng:                  | Tổng thời lượng:                  | Tổng thời lượng:                  | 6:14                              |

Phần 3
| Phát hành vào 24 tháng 4 năm 2020 | Phát hành vào 24 tháng 4 năm 2020 | Phát hành vào 24 tháng 4 năm 2020 | Phát hành vào 24 tháng 4 năm 2020 | Phát hành vào 24 tháng 4 năm 2020 | Phát hành vào 24 tháng 4 năm 2020 |
| STT                               | Nhan đề                           | Phổ lời                           | Phổ nhạc                          | Nghệ sĩ                           | Thời lượng                        |
| --------------------------------- | --------------------------------- | --------------------------------- | --------------------------------- | --------------------------------- | --------------------------------- |
| 1.                                | "Gravity" (연)                    | Ra.L Naomi                        | Gaemi                             | Kim Jong-wan (Nell)               | 3:12                              |
| 2.                                | "Gravity" (Inst.)                 |                                   | Gaemi                             |                                   | 3:12                              |
| Tổng thời lượng:                  | Tổng thời lượng:                  | Tổng thời lượng:                  | Tổng thời lượng:                  | Tổng thời lượng:                  | 6:24                              |

Phần 4
| Phát hành vào 25 tháng 4 năm 2020 | Phát hành vào 25 tháng 4 năm 2020 | Phát hành vào 25 tháng 4 năm 2020 | Phát hành vào 25 tháng 4 năm 2020 | Phát hành vào 25 tháng 4 năm 2020 | Phát hành vào 25 tháng 4 năm 2020 |
| STT                               | Nhan đề                           | Phổ lời                           | Phổ nhạc                          | Nghệ sĩ                           | Thời lượng                        |
| --------------------------------- | --------------------------------- | --------------------------------- | --------------------------------- | --------------------------------- | --------------------------------- |
| 1.                                | "Maze"                            | Okya Charles                      | Gaemi                             | Yongzoo                           | 3:43                              |
| 2.                                | "Maze" (Inst.)                    |                                   | Gaemi                             |                                   | 3:43                              |
| Tổng thời lượng:                  | Tổng thời lượng:                  | Tổng thời lượng:                  | Tổng thời lượng:                  | Tổng thời lượng:                  | 7:26                              |

Phần 5
| Phát hành vào 2 tháng 5 năm 2020 | Phát hành vào 2 tháng 5 năm 2020 | Phát hành vào 2 tháng 5 năm 2020 | Phát hành vào 2 tháng 5 năm 2020 | Phát hành vào 2 tháng 5 năm 2020 | Phát hành vào 2 tháng 5 năm 2020 |
| STT                              | Nhan đề                          | Phổ lời                          | Phổ nhạc                         | Nghệ sĩ                          | Thời lượng                       |
| -------------------------------- | -------------------------------- | -------------------------------- | -------------------------------- | -------------------------------- | -------------------------------- |
| 1.                               | "I Fall In Love"                 | Noheul Gaemi                     | Noheul KRAZY PARK                | Ha Sung-woon (Hotshot)           | 3:50                             |
| 2.                               | "I Fall In Love" (Inst.)         |                                  | Noheul KRAZY PARK                |                                  | 3:50                             |
| Tổng thời lượng:                 | Tổng thời lượng:                 | Tổng thời lượng:                 | Tổng thời lượng:                 | Tổng thời lượng:                 | 7:40                             |

Phần 6
| Phát hành vào 3 tháng 5 năm 2020 | Phát hành vào 3 tháng 5 năm 2020 | Phát hành vào 3 tháng 5 năm 2020 | Phát hành vào 3 tháng 5 năm 2020        | Phát hành vào 3 tháng 5 năm 2020 | Phát hành vào 3 tháng 5 năm 2020 |
| STT                              | Nhan đề                          | Phổ lời                          | Phổ nhạc                                | Nghệ sĩ                          | Thời lượng                       |
| -------------------------------- | -------------------------------- | -------------------------------- | --------------------------------------- | -------------------------------- | -------------------------------- |
| 1.                               | "Please Don't Cry"               | Dinner Coat Dong Woo-seok        | Dinner Coat Dong Woo-seok Yoo Jung-hyun | Davichi                          | 3:56                             |
| 2.                               | "Please Don't Cry" (Inst.)       |                                  | Dinner Coat Dong Woo-seok Yoo Jung-hyun |                                  | 3:56                             |
| Tổng thời lượng:                 | Tổng thời lượng:                 | Tổng thời lượng:                 | Tổng thời lượng:                        | Tổng thời lượng:                 | 7:52                             |

Phần 7
| Phát hành vào 9 tháng 5 năm 2020 | Phát hành vào 9 tháng 5 năm 2020                                | Phát hành vào 9 tháng 5 năm 2020 | Phát hành vào 9 tháng 5 năm 2020 | Phát hành vào 9 tháng 5 năm 2020 | Phát hành vào 9 tháng 5 năm 2020 |
| STT                              | Nhan đề                                                         | Phổ lời                          | Phổ nhạc                         | Nghệ sĩ                          | Thời lượng                       |
| -------------------------------- | --------------------------------------------------------------- | -------------------------------- | -------------------------------- | -------------------------------- | -------------------------------- |
| 1.                               | "You Can't Stop It From Blooming" (꽃이 피는 걸 막을 순 없어요) | DONNA                            | DONNA CuzD                       | Sunwoo Jung-a                    | 3:33                             |
| 2.                               | "You Can't Stop It From Blooming" (Inst.)                       |                                  | DONNA CuzD                       |                                  | 3:33                             |
| Tổng thời lượng:                 | Tổng thời lượng:                                                | Tổng thời lượng:                 | Tổng thời lượng:                 | Tổng thời lượng:                 | 7:06                             |

Phần 8
| Phát hành vào 10 tháng 5 năm 2020 | Phát hành vào 10 tháng 5 năm 2020 | Phát hành vào 10 tháng 5 năm 2020 | Phát hành vào 10 tháng 5 năm 2020 | Phát hành vào 10 tháng 5 năm 2020 | Phát hành vào 10 tháng 5 năm 2020 |
| STT                               | Nhan đề                           | Phổ lời                           | Phổ nhạc                          | Nghệ sĩ                           | Thời lượng                        |
| --------------------------------- | --------------------------------- | --------------------------------- | --------------------------------- | --------------------------------- | --------------------------------- |
| 1.                                | "Dream"                           | Gaemi Kim Se-jin Paul Kim         | Gaemi Paul Kim                    | Paul Kim                          | 4:03                              |
| 2.                                | "Dream" (Inst.)                   |                                   | Gaemi Paul Kim                    |                                   | 4:03                              |
| Tổng thời lượng:                  | Tổng thời lượng:                  | Tổng thời lượng:                  | Tổng thời lượng:                  | Tổng thời lượng:                  | 8:06                              |

Phần 9
| Phát hành vào 15 tháng 5 năm 2020 | Phát hành vào 15 tháng 5 năm 2020 | Phát hành vào 15 tháng 5 năm 2020    | Phát hành vào 15 tháng 5 năm 2020 | Phát hành vào 15 tháng 5 năm 2020  | Phát hành vào 15 tháng 5 năm 2020 |
| STT                               | Nhan đề                           | Phổ lời                              | Phổ nhạc                          | Nghệ sĩ                            | Thời lượng                        |
| --------------------------------- | --------------------------------- | ------------------------------------ | --------------------------------- | ---------------------------------- | --------------------------------- |
| 1.                                | "Heart Break"                     | Noh Sung-eun (Chansline) Gaeko Gaemi | Gaemi Hwang Chan-hee              | Gaeko ( Dynamic Duo ) Kim Na-young | 3:13                              |
| 2.                                | "Heart Break" (Inst.)             |                                      | Gaemi Hwang Chan-hee              |                                    | 3:13                              |

Phần 10
| Phát hành vào 16 tháng 5 năm 2020 | Phát hành vào 16 tháng 5 năm 2020                    | Phát hành vào 16 tháng 5 năm 2020 | Phát hành vào 16 tháng 5 năm 2020 | Phát hành vào 16 tháng 5 năm 2020     | Phát hành vào 16 tháng 5 năm 2020 |
| STT                               | Nhan đề                                              | Phổ lời                           | Phổ nhạc                          | Nghệ sĩ                               | Thời lượng                        |
| --------------------------------- | ---------------------------------------------------- | --------------------------------- | --------------------------------- | ------------------------------------- | --------------------------------- |
| 1.                                | "My Day is Full of You" (나의 하루는 다 너로 가득해) | Gaemi Zico Heo Sung-jin           | Gaemi                             | Zico ( Block B ) Wendy ( Red Velvet ) | 3:41                              |
| 2.                                | "My Day is Full of You" (Inst.)                      |                                   | Gaemi                             |                                       | 3:41                              |
| Tổng thời lượng:                  | Tổng thời lượng:                                     | Tổng thời lượng:                  | Tổng thời lượng:                  | Tổng thời lượng:                      | 7:22                              |

Phần 11
| Phát hành vào 23 tháng 5 năm 2020 | Phát hành vào 23 tháng 5 năm 2020 | Phát hành vào 23 tháng 5 năm 2020 | Phát hành vào 23 tháng 5 năm 2020 | Phát hành vào 23 tháng 5 năm 2020 | Phát hành vào 23 tháng 5 năm 2020 |
| STT                               | Nhan đề                           | Phổ lời                           | Phổ nhạc                          | Nghệ sĩ                           | Thời lượng                        |
| --------------------------------- | --------------------------------- | --------------------------------- | --------------------------------- | --------------------------------- | --------------------------------- |
| 1.                                | "My Love"                         | Hana                              | Gaemi                             | Gummy                             | 4:19                              |
| 2.                                | "My Love" (Inst.)                 |                                   | Gaemi                             |                                   | 4:19                              |
| Tổng thời lượng:                  | Tổng thời lượng:                  | Tổng thời lượng:                  | Tổng thời lượng:                  | Tổng thời lượng:                  | 8:38                              |

Phần 12
| Phát hành vào 30 tháng 5 năm 2020 | Phát hành vào 30 tháng 5 năm 2020                  | Phát hành vào 30 tháng 5 năm 2020 | Phát hành vào 30 tháng 5 năm 2020 | Phát hành vào 30 tháng 5 năm 2020 | Phát hành vào 30 tháng 5 năm 2020 |
| STT                               | Nhan đề                                            | Phổ lời                           | Phổ nhạc                          | Nghệ sĩ                           | Thời lượng                        |
| --------------------------------- | -------------------------------------------------- | --------------------------------- | --------------------------------- | --------------------------------- | --------------------------------- |
| 1.                                | "The Night When Everyone Is Asleep" (모두 잠든 밤) | Taebongie December 32nd Llwyd     | Taebongie December 32nd           | Hwang Chi-yeul                    | 4:13                              |
| 2.                                | "The Night When Everyone Is Asleep" (Inst.)        |                                   | Taebongie December 32nd           |                                   | 4:13                              |
| Tổng thời lượng:                  | Tổng thời lượng:                                   | Tổng thời lượng:                  | Tổng thời lượng:                  | Tổng thời lượng:                  | 8:26                              |

Phần 13
| Phát hành vào 6 tháng 6 năm 2020 | Phát hành vào 6 tháng 6 năm 2020                                 | Phát hành vào 6 tháng 6 năm 2020 | Phát hành vào 6 tháng 6 năm 2020            | Phát hành vào 6 tháng 6 năm 2020 | Phát hành vào 6 tháng 6 năm 2020 |
| STT                              | Nhan đề                                                          | Phổ lời                          | Phổ nhạc                                    | Nghệ sĩ                          | Thời lượng                       |
| -------------------------------- | ---------------------------------------------------------------- | -------------------------------- | ------------------------------------------- | -------------------------------- | -------------------------------- |
| 1.                               | "You're My End and My Beginning" (너는 나의 시작이자 마지막이다) | Im Han-byeol                     | Im Han-byeol Choo Dae-kwan (MonoTree) Gaemi | Im Han-byeol Kim Jae-hwan        | 4:10                             |
| 2.                               | "You're My End and My Beginning" (Inst.)                         |                                  | Im Han-byeol Choo Dae-kwan (MonoTree) Gaemi |                                  | 4:10                             |
| Tổng thời lượng:                 | Tổng thời lượng:                                                 | Tổng thời lượng:                 | Tổng thời lượng:                            | Tổng thời lượng:                 | 8:20                             |

| Disc 1: | Disc 1:                           | Disc 1:                   | Disc 1:    |
| STT     | Nhan đề                           | Nghệ sĩ                   | Thời lượng |
| ------- | --------------------------------- | ------------------------- | ---------- |
| 1.      | "I Just Want To Stay With You"    | Zion.T                    | 3:28       |
| 2.      | "Orbit"                           | Hwasa                     | 3:06       |
| 3.      | "Gravity"                         | Kim Jong-wan              | 3:09       |
| 4.      | "Maze"                            | Yongzoo                   | 3:43       |
| 5.      | "I Fall In Love"                  | Ha Sung-woon              | 3:50       |
| 6.      | "Please Don't Cry"                | Davichi                   | 3:55       |
| 7.      | "You Can't Stop It From Blooming" | Sunwoo Jung-a             | 3:32       |
| 8.      | "Dream"                           | Paul Kim                  | 4:04       |
| 9.      | "Heart Break"                     | Gaeko Kim Na-young        | 3:11       |
| 10.     | "My Day Is Full Of You"           | Zico Wendy                | 3:41       |
| 11.     | "My Love"                         | Gummy                     | 4:19       |
| 12.     | "Quiet Night"                     | Hwang Chi-yeul            | 3:41       |
| 13.     | "You're My End and My Beginning"  | Im Han-byeol Kim Jae-hwan | 4:11       |

| Disc 2: | Disc 2:                             | Disc 2:              | Disc 2:    |
| STT     | Nhan đề                             | Nghệ sĩ              | Thời lượng |
| ------- | ----------------------------------- | -------------------- | ---------- |
| 1.      | "Title of The King"                 | Park Jung-hwan Gaemi | 0:52       |
| 2.      | "The King"                          | Park Yun-seo         | 3:38       |
| 3.      | "The Fantasia of Another Dimension" | Park Jung-hwan       | 2:00       |
| 4.      | "Empire"                            | Lee Seong-gu         | 3:58       |
| 5.      | "Another World"                     | Yoo Min-ho           | 3:28       |
| 6.      | "The King Slayer"                   | Park Yun-seo         | 2:50       |
| 7.      | "Imperial"                          | Park Mi-sun          | 2:55       |
| 8.      | "Empire Theme"                      | Lee Seong-gu         | 3:22       |
| 9.      | "Prime Minister"                    | Park Mi-sun          | 2:55       |
| 10.     | "King's Story"                      | Park Jung-hwan Gaemi | 2:50       |
| 11.     | "Into The Fantasy"                  | Park Jung-hwan       | 2:17       |
| 12.     | "Not Dead"                          | Park Yun-seo         | 3:23       |
| 13.     | "My Love and..."                    | Park Jung-hwan Gaemi | 2:56       |
| 14.     | "Progress"                          | Lee Seong-gu         | 3:38       |
| 15.     | "The Day"                           | Lee Geon-yeong Gaemi | 3:57       |
| 16.     | "Where Has She Been?"               | Park Jung-hwan       | 2:33       |
| 17.     | "Hydrangea"                         | Lee Geon-yeong       | 3:19       |
| 18.     | "Fury"                              | Park Jung-hwan       | 2:21       |
| 19.     | "Hold On"                           | Park Yun-seo         | 3:18       |
| 20.     | "Luna"                              | Lee Seong-gu         | 2:44       |
| 21.     | "Parallel World"                    | Park Mi-sun          | 2:53       |
| 22.     | "The War Is Over"                   | Park Jung-hwan Gaemi | 2:26       |

## Tỷ lệ lượt xem
| Mùa | Mùa | Số tập | Số tập | Số tập | Số tập | Số tập | Số tập | Số tập | Số tập | Số tập | Số tập | Số tập | Số tập | Số tập | Số tập | Số tập | Số tập | Trung bình |
| Mùa | Mùa | 1      | 2      | 3      | 4      | 5      | 6      | 7      | 8      | 9      | 10     | 11     | 12     | 13     | 14     | 15     | 16     | Trung bình |
| --- | --- | ------ | ------ | ------ | ------ | ------ | ------ | ------ | ------ | ------ | ------ | ------ | ------ | ------ | ------ | ------ | ------ | ---------- |
|     | 1   | 2.299  | 2.453  | 1.856  | 2.154  | 1.745  | 2.136  | 1.595  | 1.756  | 1.304  | 1.690  | 1.316  | 1.572  | 1.631  | 1.288  | 1.727  | 1.642  | 1.760      |

| Tập. | Phần       | Ngày phát sóng      | Tỷ lệ người xem trung bình | Tỷ lệ người xem trung bình | Tỷ lệ người xem trung bình |
| Tập. | Phần       | Ngày phát sóng      | Nielsen                    | Nielsen                    | TNmS                       |
| Tập. | Phần       | Ngày phát sóng      | Toàn quốc                  | Seoul                      | Toàn quốc                  |
| --- | ---------- | ------------------- | -------------------------- | -------------------------- | -------------------------- |
| 1 | 1          | 17 tháng 4 năm 2020 | 10.1% (7th)                | 11.4% (5th)                | 9.2% (12th)                |
| 1 | 2          | 17 tháng 4 năm 2020 | 11.4% (4th)                | 12.9% (4th)                | 9.9% (7th)                 |
| 2 | 1          | 18 tháng 4 năm 2020 | 8.4% (7th)                 | 9.7% (5th)                 | 6.8% (17th)                |
| 2 | 2          | 18 tháng 4 năm 2020 | 11.6% (3rd)                | 12.9% (3rd)                | 9.3% (5th)                 |
| 3 | 1          | 24 tháng 4 năm 2020 | 7.8% (11th)                | 8.2% (12th)                | 8.1% (12th)                |
| 3 | 2          | 24 tháng 4 năm 2020 | 9.0% (7th)                 | 9.4% (5th)                 | 8.9% (9th)                 |
| 4 | 1          | 25 tháng 4 năm 2020 | 8.0% (9th)                 | 8.8% (6th)                 | 7.3% (16th)                |
| 4 | 2          | 25 tháng 4 năm 2020 | 9.7% (4th)                 | 10.1% (4th)                | 9.5% (6th)                 |
| 5 | 1          | 1 tháng 5 năm 2020  | 7.6% (11th)                | 8.2% (6th)                 | 6.2% (14th)                |
| 5 | 2          | 1 tháng 5 năm 2020  | 8.6% (6th)                 | 9.3% (4th)                 | 8.0% (8th)                 |
| 6 | 1          | 2 tháng 5 năm 2020  | 7.4% (8th)                 | 7.9% (6th)                 | 6.4% (15th)                |
| 6 | 2          | 2 tháng 5 năm 2020  | 10.3% (4th)                | 10.5% (3rd)                | 8.5% (6th)                 |
| 7 | 1          | 8 tháng 5 năm 2020  | 7.0% (11th)                | 7.3% (10th)                | 6.4% (16th)                |
| 7 | 2          | 8 tháng 5 năm 2020  | 8.1% (7th)                 | 8.7% (7th)                 | 6.9% (13th)                |
| 8 | 1          | 9 tháng 5 năm 2020  | 6.1% (17th)                | 6.8% (13th)                | —                          |
| 8 | 2          | 9 tháng 5 năm 2020  | 8.1% (9th)                 | 8.5% (5th)                 | —                          |
| 9 | 1          | 15 tháng 5 năm 2020 | 5.8% (17th)                | 6.3% (15th)                | —                          |
| 9 | 2          | 15 tháng 5 năm 2020 | 6.3% (14th)                | 7.0% (13th)                | 5.8% (18th)                |
| 10 | 1          | 16 tháng 5 năm 2020 | 6.4% (16th)                | 7.3% (10th)                | —                          |
| 10 | 2          | 16 tháng 5 năm 2020 | 7.8% (8th)                 | 8.7% (5th)                 | 7.3% (16th)                |
| 11 | 1          | 22 tháng 5 năm 2020 | 5.2% (20th)                | 5.6% (19th)                | —                          |
| 11 | 2          | 22 tháng 5 năm 2020 | 6.6% (12th)                | 6.8% (11th)                | 6.6% (14th)                |
| 12 | 1          | 23 tháng 5 năm 2020 | 6.1% (15th)                | 6.6% (13th)                | —                          |
| 12 | 2          | 23 tháng 5 năm 2020 | 8.1% (6th)                 | 8.5% (5th)                 | 8.6% (5th)                 |
| 13 | 1          | 30 tháng 5 năm 2020 | 5.6% (NR)                  | —                          | —                          |
| 13 | 2          | 30 tháng 5 năm 2020 | 7.7% (8th)                 | 8.2% (8th)                 | 8.2% (9th)                 |
| 14 | 1          | 5 tháng 6 năm 2020  | 5.7% (15th)                | 6.5% (12th)                | —                          |
| 14 | 2          | 5 tháng 6 năm 2020  | 6.7% (11th)                | 7.5% (10th)                | 6.1% (11th)                |
| 15 | 1          | 6 tháng 6 năm 2020  | 5.9% (16th)                | 6.8% (11th)                | 5.8% (19th)                |
| 15 | 2          | 6 tháng 6 năm 2020  | 8.1% (7th)                 | 8.5% (7th)                 | 7.2% (14th)                |
| 16 | 1          | 12 tháng năm 2020   | 5.8% (14th)                | 6.2% (12th)                | 5.5% (17th)                |
| 16 | 2          | 12 tháng năm 2020   | 8.1% (8th)                 | 8.7% (6th)                 | 7.2% (11th)                |
| Trung bình | Trung bình | Trung bình          | 7.7%                       | 8.4%                       | %                          |
| - Trong bảng trên đây, số màu xanh biểu thị cho tỷ lệ người xem thấp nhất và số màu đỏ biểu thị cho tỷ lệ người xem cao nhất. - Do một số tỷ lệ người xem trung bình không được ghi lại nên xếp hạng trung bình chính xác là không xác định. - NR: bộ phim không được xếp hàng trong top 20 chương trình hàng ngày vào ngày hôm đó. |            |                     |                            |                            |                            |